# Partido judicial de Barbastro
El Partido Judicial de Barbastro, , es el partido judicial n.º 1 de la provincia de Huesca en la comunidad autónoma de Aragón.
El ámbito territorial, que viene regulado por el Real Decreto 529/1983, de 9 de marzo, comprende los municipios:
Abiego, Adahuesca, Alquézar, Arén, Azara, Azlor, Barbastro, Barbuñales, Benabarre,Beranuy , Bierge, Bonansa, Capella, Castigaleu, Castillazuelo, Colungo, El Grado, Graus, Hoz y Costean, Isábena, Lascellas-Ponzano, Lascuarre, Laspaúles, Monesma y Cajigar, Montanuy, Naval, Olvena, Peraltilla, Perarrúa, Pozán de Vero, La Puebla de Castro, Puente de Montañana, Salas Altas, Salas Bajas, Santa María de Dulcis, Santaliestra y San Quílez, Secastilla, Sopeira, Tolva, Torre la Ribera,  y Viacamp y Litera.